# Ngọc Đông
Ngọc Đông là một xã thuộc huyện Mỹ Xuyên, tỉnh Sóc Trăng, Việt Nam.

## Địa lý
Xã Ngọc Đông nằm ở phía nam huyện Mỹ Xuyên, có vị trí địa lý:
- Phía đông giáp huyện Trần Đề
- Phía tây giáp xã Hòa Tú 1
- Phía nam giáp xã Ngọc Tố
- Phía bắc giáp xã Tham Đôn.

Xã Ngọc Đông có diện tích 35,51 km², dân số năm 2022 là 12.641 người, mật độ dân số đạt 355 người/km².

## Hành chính
Xã Ngọc Đông được chia thành 7 ấp: Hòa Đặng, Hòa Hinh, Hòa Lời, Hòa Thọ, Hòa Thượng, Huỳnh Công Đê, Lê Văn Xe.

## Lịch sử
Ngày 7 tháng 7 năm 1982, Hội đồng Bộ trưởng ban hành Quyết định số 111-HĐBT về việc thành lập xã Ngọc Đông trên cơ sở một phần diện tích và dân số của xã Ngọc Tố.
Ngày 16 tháng 9 năm 1989, Hội đồng Bộ trưởng ban hành Quyết định số 128-HĐBT về việc sáp nhập một phần của xã Ngọc Anh mới giải thể vào xã Ngọc Đông.
Sau khi phân vạch địa giới hành chính, xã Ngọc Đông có 3.269,55 ha diện tích tự nhiên và 7.896 nhân khẩu.